# Скотарство в Римі

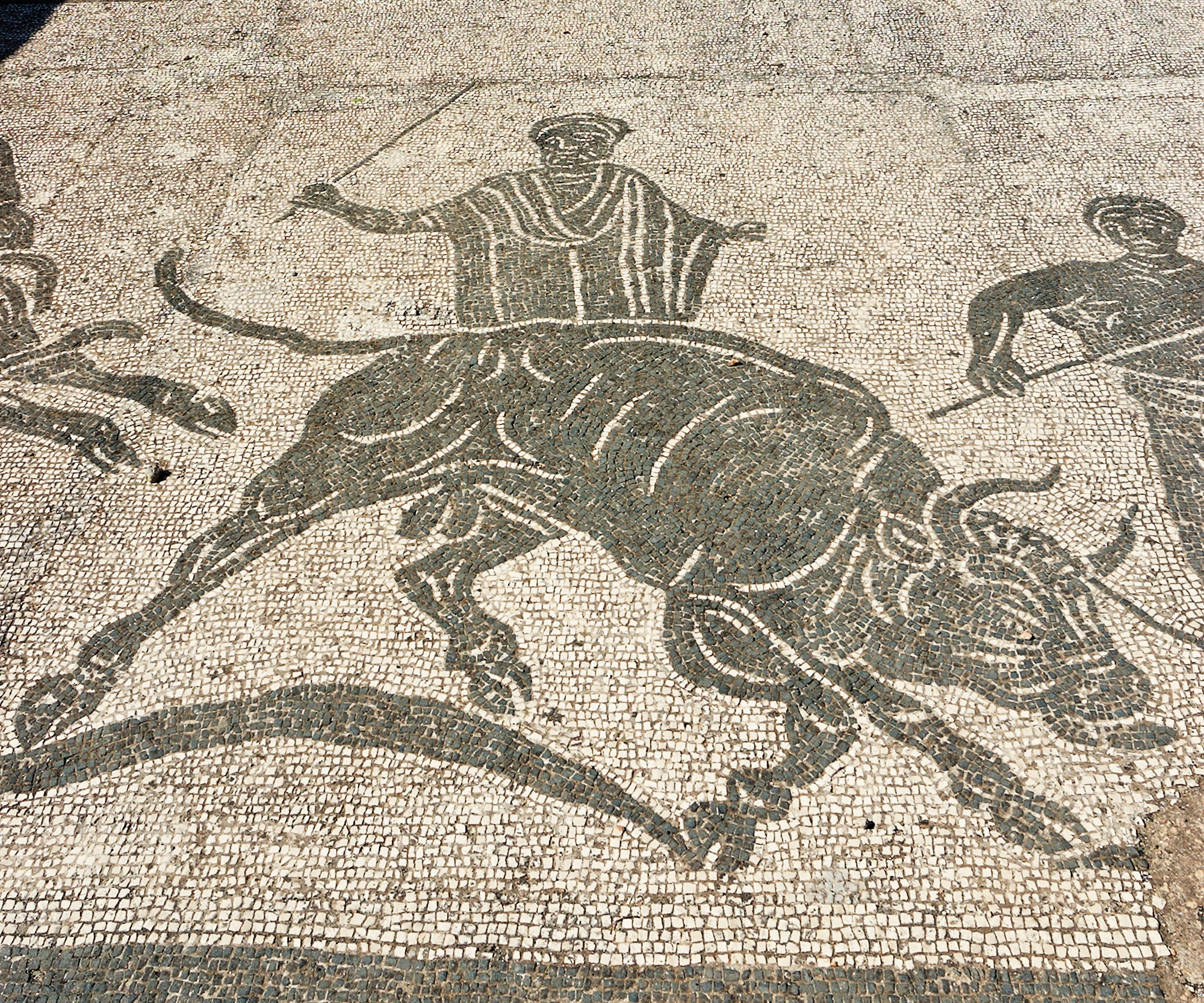
Фреска з биком і пастухами. Via dei Vigili. (81-96 р. до н.е)

Скотарство (латин. pastoralismus) — це складова римського господарства та життя простих громадян. Зі скотарством були пов’язані: харчова промисловість, перевезення, будівництво, вирощування різних сільськогосподарських культур в країні. Через значущість скотарства в Римі, пастухи займали поважне місце в їхньому суспільстві. Вони ставали героями різних оповідань, міфів та легенд. Одним з головних компонентів був правильний вибір місць випасу тварин. Наприклад, рослини мали підходити для конкретного виду тварин і чітко вписуватися в раціон харчування. Свою роль в цьому відігравали тип і якість ґрунту та правильний випас тварин. Римляни чергували випаси з метою недопущення виснаження землі та перевтомлення тварин, тому що перевтома скоту впливала на здоров’я худоби й, відповідно, на якість продуктів тваринного походження.
Також, в Римі активно практикувалося змішане землеробство. За його принципом, римляни вміло поєднували землеробство та скотарство, доповнюючи одне іншим. Тварини мали можливість годуватися, а результати їхньої життєдіяльності ставали корисними добривами для подальшого вирощування різних культур.  

## Здоров'я та догляд за тваринами
Римляни ретельно доглядали за здоров’ям тварин, оскільки це прямо впливало на якість вихідних продуктів та фізичні спроможності тварин. Вони стежили за зовнішнім виглядом худоби, намагалися швидко реагувати на різні недуги тварин, позбавляти їх від паразитів. Також вони добре стежили за загальним станом місць відпочинку та сну худоби, не допускаючи бруду. 
"Добра худоба, хороші стійла, обгороджені паркани, паркани мають бути на ногах. Якщо ви зробите це, корови не кидатимуть корм".
Важливим було і розведення тварин. Так, пастухи розводили худобу навесні та ретельно стежили за її раціоном. Саме завдяки цьому вони створювали фізично розвинене та здорове потомство.

## Економічне значення скотарства
Скотарство складало значну частину римської економіки. На ньому були зав’язані такі важливі аспекти, як торгівля, перевезення, сільське господарство та робоча сила.
Розширення скотарства значно збільшувало кількість пастухів, що в свою чергу, створювало велику кількість робочих місць у селах та невеликих містах, що значно підвищило економічний потенціал регіонів і загальне фінансове становище громадян.
Худоба відігравала важливе місце й у торгівлі та перевезеннях, адже саме завдяки тваринам римляни могли з легкістю переміщати матеріали, продукти та військове спорядження по всій країні та за її межі. Основною складовою торгівлі були каравани, в яких найчастіше використовували велику рогату худобу та інші витривалі види тварин.

## Використані джерела
- Cato — De Agricultura
- Varro On Agriculture — Book I
- Varro — De Re Rustica